# 巴亞馬雷車站
巴亞馬雷車站（羅馬尼亞語：Gara Baia Mare）是羅馬尼亞馬拉穆列什縣首府巴亞馬雷的主要鐵路車站，是馬拉穆列什縣最大的鐵路車站。
巴亞馬雷的鐵路歷史可追溯至1884年。1945年後，由於該地經濟（尤其是採礦業）的發展，人口大幅增加，新的車站於1968年竣工，同年10月29日投入使用。